# エリック・ガーナー窒息死事件
エリック・ガーナー窒息死事件とは、2014年7月17日にアメリカ合衆国・スタテンアイランドで発生した、警察官が逮捕にあたって絞め技を使用したために被逮捕者エリック・ガーナー（Eric Garner）が死亡した事件である。
ニューヨーク市当局の検死官は、絞め技がガーナーの死因となったことを認めた。ニューヨーク市警察の指針によれば、絞め技の使用は禁止されている。
市警側は当初、使用されたのはあくまで固技であり、絞め技ではなかったと主張していたが、最終的に市警内部の懲戒委員会は禁じられている絞め技が使用されたことを認定した。ガーナーを取り押さえた警察官は刑事訴追を免れたが、2019年にニューヨーク市警から解雇処分を受けた。ガーナーの遺族は民事訴訟を起こし、賠償金590万ドルでの示談が成立した。

## 概要
2014年7月17日、煙草販売における脱税を疑われたガーナーは、警察と押し問答をしていた。長時間が経過し、ガーナーがもう押し問答はうんざりであり、煙草を販売した事実はないと主張したところ、警察官はガーナーを逮捕しようとした。警官ダニエル・パンタレオがガーナーの手首を掴み背後に廻そうとしたところ、ガーナーはパンタレオの手を打ち払った。するとパンタレオはガーナーの襟をつかみ、背後に引っ張って地面に引き倒した。彼はガーナーの襟を放すや否や、そのままガーナーの後頭部を地面に押し付けた。さらに4人の警官が現れ、ガーナーを完全に制圧した。ガーナーは歩道に顔面を押し付けられながら、11回にわたり「息ができない」と繰り返した。ガーナーが気を失ってから、警官らは息ができるようにガーナーを仰向けにした。救急車が到着するまでの7分間、ガーナーは地面に横たわったままだった。
ニューヨーク市警巡査友愛会の報道官によれば、現場の警察官や救急隊員はガーナーはまだ息をしていると判断したため、心肺蘇生法を施術しなかった。病院に到着して1時間後、ガーナーは死亡宣告を受けた。
検死官は、頸骨や気管に損傷がなかったにも関わらずガーナーが死亡した原因は、頸部への圧力、すなわち絞め技に加えて、制圧時にうつ伏せで胸部を圧迫したことが原因だと述べている。検死官はガーナーの死は他殺であるとも述べているが、この他殺というのはガーナーが外部からの作用で死亡したということを意味するが、直ちにそれが意図的なもの、ないしは犯罪であったということは出来ない。
2014年12月3日、大陪審はパンタレオを起訴しないことを決定した。この決定は大衆の抗議を巻き起こし、人々は口々に警察の蛮行を糾弾した。2014年12月28日現在、少なくとも50のデモがガーナーのために行われた。警察一般への抗議を含めると、デモの数は数百を数える。これを受けて、司法省は本件について連邦政府による独自調査を行うことを決定した。

## 背景

### エリック・ガーナー
エリック・ガーナー（1970年9月15日 - 2014年7月17日）は体重160キログラム、43歳、身長1.91メートルのアフリカ系アメリカ人だった。かつてはニューヨーク市の公園・レクリエーション局で庭師として雇われていたが、健康上の理由で退職した。陽気で気前のいい妻、エソー・ガーナーがいた。ガーナーには6人の子供と3人の孫がいた。死亡した時、彼にはまだ3ヶ月の子供がいた。
ガーナーは1980年以来、暴行、公務執行妨害、重窃盗などの罪で30回以上にわたって逮捕されていた。当局によれば、その中には今回と同じ、いわゆる煙草の密売も含まれている。2007年には、連邦裁判所に「人が行き交う道路の真ん中で、警察官は私の肛門を検査しました。公衆の面前で、彼はその指を私の直腸に突っ込んだのです。」と警察への苦情を申し立てている。ニューヨーク・タイムズによると、ガーナーは最近弁護士に、彼に迫っている全ての訴追で力になってほしいと訴えていたという。事件が起きた時、ガーナーは煙草密売容疑による逮捕から仮釈放されている最中で、無免許運転をしており、マリファナを所持、意図的に変声をしていた。

### ダニエル・パンタレオ
ダニエル・パンタレオはニューヨーク市警の警察官であり、事件当時は29歳で、現場と同じスタテンアイランドのエルティングヴィルに住んでいた。パンタレオの父は ニューヨーク市消防局の消防士、叔父は同じく市警の警察官だった。パンタレオはモンシニョール・ファレル高等学校を卒業後、スタテンアイランド大学で学位を得た。2006年市警に入隊した。2013年に市民を不当逮捕した上暴虐を働いた廉で、パンタレオは2つの行政訴訟の被告になっていた。具体的には、ボディチェックと称して2人の黒人男性を路上で全裸にさせていた。結局、この2人は無実だった。

## ガーナーの死
2014年7月17日、スタテンアイランド、トンプキンスヴィル湾岸202番通りの化粧品店の手前で、私服警官のジャスティン・ダミコがガーナーに近づいた。事件の一部始終をビデオに撮影したガーナーの友人、ラムゼイ・オルタを含む目撃者らによれば、死の直前、ガーナーと警官らは口論をしていた。ガーナーは警官らに向けて、「さあ、さっさと帰ってくれ。お前らが俺をつけ回すから、いつも迷惑しているんだ。一体俺に何がしたいんだ？もう疲れた。今日でおしまいにしてくれ。ここにいる誰もが、証人になってくれるだろう。俺は何も売っていない。なぜって、お前らがいつも俺を付け回して、嫌がらせばかりしてきたからだ。それどころか、商売上がったりで困っているくらいだ。放っておいてくれ。もう最後にしたい、たのむから帰ってくれ。」と言い放った。
パンタレオがガーナーに手錠をかけようと背後に廻った時、「触らないでくれ、お願いだから。」と言いながらガーナーはパンタレオの腕を打ち払った。そこでパンタレオはガーナーを引き倒して歩道に押し付けた。この際、ガーナーや警官らは店のガラスに激突したが、ガラスは割れなかった。ガーナーが地面に伏せられると、他の制服警官も一斉に取り押さえた。数分間、ガーナーは体を丸めて、何も言わなかった。そこで3人の制服警官と2人の私服警官がガーナーを取り囲み、ビデオによれば、パンタレオはガーナーの襟から手を放し、その代わりに後頭部を歩道に押し付けた。その間、ガーナーは「息ができない」と繰り返し訴えていた。この逮捕については、ニューヨーク市警のアフリカ系女性巡査部長、キジー・アドニーによって監督されていたが、彼女は一連の行動を止めようとはしなかった。警察当局の報告書において、彼女は当時の状況を「犯人(ガーナー)の体調はそれほど悪くは見えなかったし、今後悪化するようにも思われなかった。」と報告している。
ガーナーは静かに横たわったまま手錠をかけられ、救急車が到着するまでの数分間も意識を取り戻さなかった。この様子は2つ目のビデオに記録されている。息をしないガーナーに「吸って、吐いて」と呼びかけた1人の警官を除いて、誰もガーナーを助けようとはしなかった。一方警察当局は、ガーナーはこの時も息をしており、心肺蘇生法をする理由がなかったと主張している。救急車が到着してからも、車内で待機していた2人の医者と2人の救急隊員はガーナーの手当をしようとせず、直ちに担架に載せることもしなかった。警察当局によれば、ガーナーはマウントサイナイ医科大学附属リッチモンド医療センターに運ばれる途中で心臓発作を起こした。病院に到着して1時間後、ガーナーは死亡した。
葬儀は7月23日、ブルックリン・バプテスト教会霊園に於いて営まれた。葬儀の席で、牧師のアル・シャープトンは「事件に責任のある警官らには峻厳極まりない天罰を与えるべきだ」と呼びかけた。

## その後

### 調査
7月20日、ガーナーの襟を掴んだダニエル・パンタレオ巡査は内勤に配転され、拳銃とバッヂを没収された。ジャスティン・ダミコ巡査は拳銃とバッヂの没収は免れたが、同じく内勤に配転された。あわせて4人の救急救命士と看護士は21日付で停職処分を受けたが、2人の看護士は既に停職を解かれている。救急救命士らはマウントサイナイ医科大学附属リッチモンド医療センターの内部調査が終わるまでの間、医療と関係のない職務に従事することとなった。
事件を携帯電話で録画したラムゼイ・オルタは、その3週間後に武器犯罪に関する容疑で逮捕された。これを受けて牧師のアル・シャープトンは、「(警察の信用が問われ、警察活動の正当性が疑問視されている時に)事件の目撃者として重要なオルタを訴追することは 利益相反行為にあたる」として陳情を提出した。
8月1日、ニューヨーク市当局の検死官はガーナーの死は絞め技、胸への圧迫、逮捕時にうつ伏せにしたことが原因であったと結論付けた。気管支喘息、心臓病、肥満は副次的要因にすぎなかった。気管や頸骨には損傷がなかった。報道官のジュリー・ボルサーは、ガーナーの死は他殺と断定されたと発表した。12月3日現在、連邦司法省が本件についてより詳細な調査を実行中である。

### 抗議運動の始まり
7月19日午後、アル・シャープトン牧師はスタテンアイランドで平和的なデモ行進を組織した。ガーナーを死に至らしめた絞め技を「到底正当化できない」として糾弾するデモであった。
29日、「ホップ・ステップ・ジャンプ」団と詩人のダニエル・ワッツが指導する抗議集会がタイムズ・スクエアで行われた。この抗議活動は詩を活用した斬新なものであり、多くの著名なブロードウェイの芸能人が参加した。アル・シャープトンはもともと、8月3日に ヴェラザノ・ナローズ・ブリッジ渡り州検察官ダニエル・ドノヴァンの庁舎に至る大々的なデモを行い、世間の耳目を集める計画を立てていた。しかし、考えを変えたシャープトンはこの計画を撤回し、事件のあった湾岸通りで平和的なデモ行進を行った。警察によれば、2500人以上がこの行進に参加した。

### 大陪審
8月19日、州検察官ダニエル・ドノヴァンは、ガーナーの事件は大陪審によって審議されると発表した。発表によれば、検察当局は検死官の発見を考慮し、死の前後の状況についてリッチモンド郡（スタテンアイランド）大陪審が審査することが適切であると判断した。
9月29日、大陪審はガーナーの事件について証人喚問を開始した。23人の陪審員は14人の白人と、9人の有色人種によって構成された。9人のうち、少なくとも5人は黒人であった。
11月21日、パンタレオは大陪審において宣誓の上、約2時間にわたって証言した。
12月3日、2か月にわたる審理の結果、大陪審はパンタレオを不起訴とする決定を下した。スタテンアイランドの裁判官は、大陪審の議事録を公開を請求する訴訟において自分自身を忌避した。

### 大陪審への反響

#### 民衆

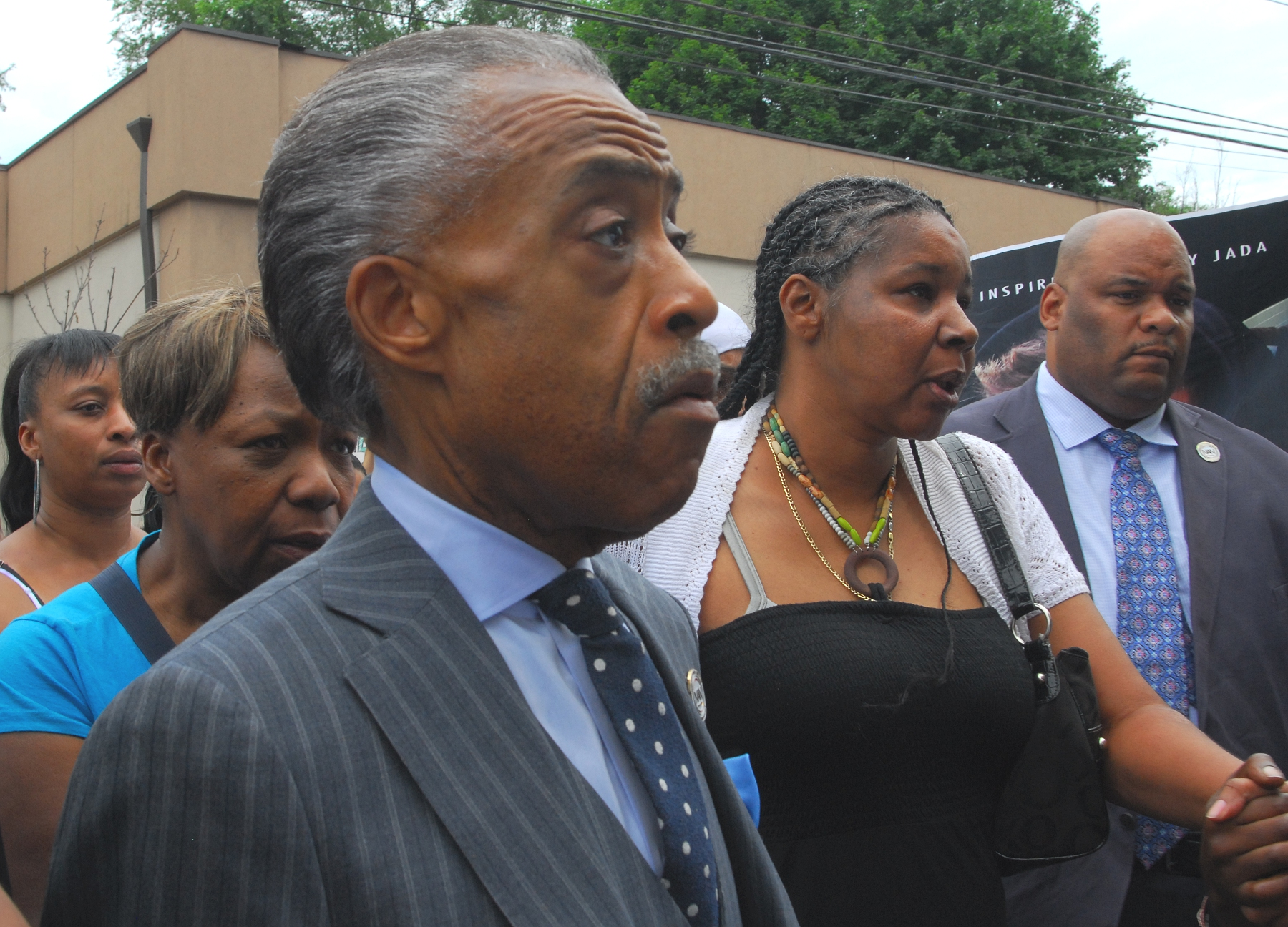
2014年7月19日、スタテンアイランドにおいて抗議運動に参加するアル・シャープトンとエリック・ガーナーの妻、エソー・ガーナー(右)

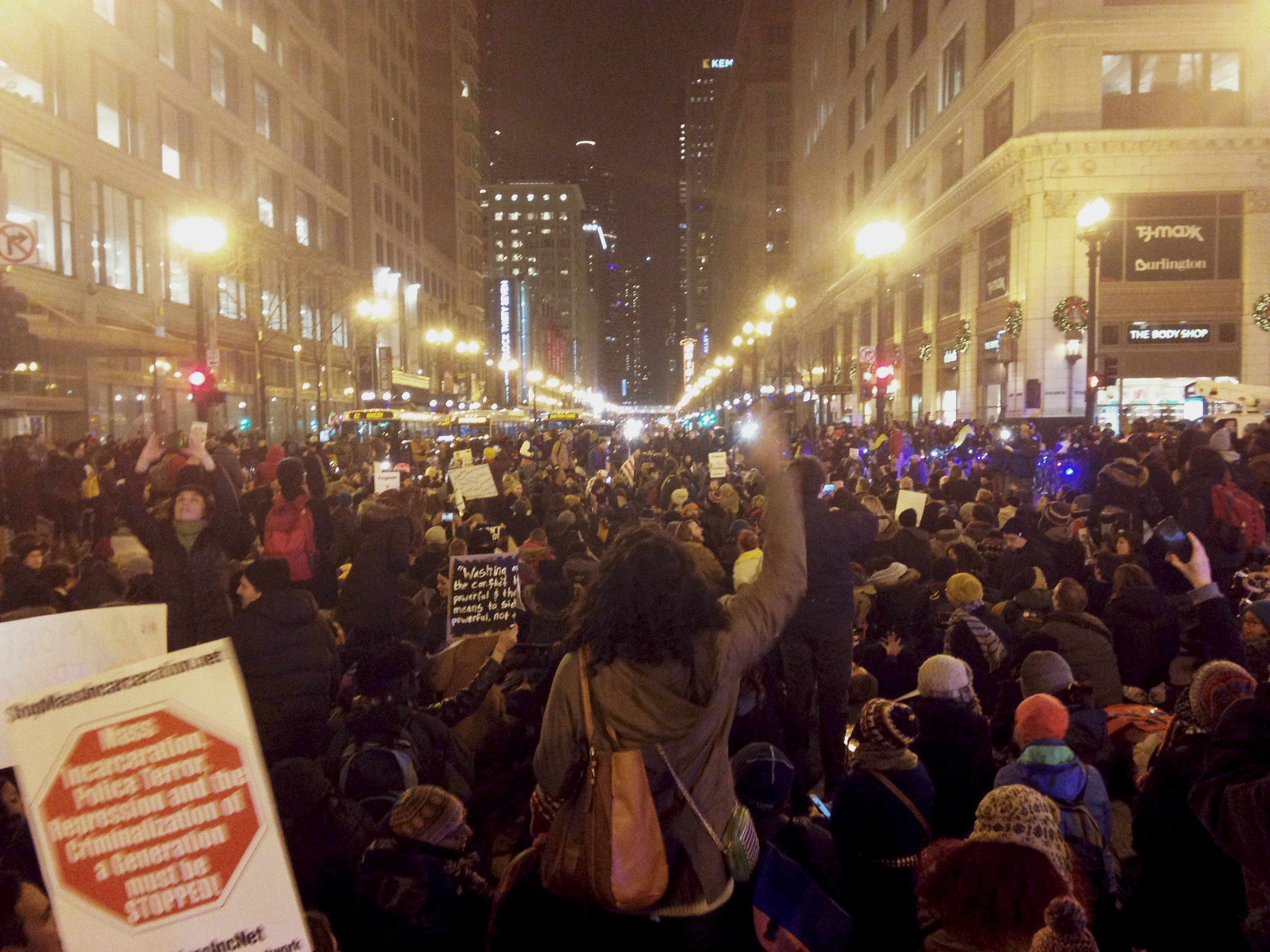
2014年12月4日、シカゴにおいて大陪審に抗議するデモに参加する人々

12月3日、大陪審が不起訴の決定を下すと、ニューヨークとサンフランシスコの人々が抗議活動として至るところで「寝そべり」(die-in)を始めた12月5日、ボストンにおける平和的なデモのために数千もの人々が集合し、市街を行進して交通を遮断した。主にI-90道路が重点的に遮断され、「寝そべり」も行われた。抗議活動はシカゴ、ワシントンD.C.、ボルチモア、ミネアポリス、そしてアトランタにも拡散した少なくとも300の民衆が12月4日から5日にかけてのニューヨーク市内のデモにおいて逮捕された。その罪状は秩序紊乱、交通妨害がほとんどであったが、2件の警察官に対する暴力が含まれていた。12月6日、300人のデモ隊がカリフォルニア州バークレーを行進した。12月10日、76人の民衆が英国ロンドン、シェパーズ・ブッシュの商業施設内で逮捕された。米国内の運動と連帯を示そうと呼びかけている最中であった。
12月20日、ニューヨーク市警の警察官2名がブルックリン、ベッドフォード＝スタイベサントにて待ち伏せ攻撃に遭い死亡した。容疑者のイスマーイール・ブリンスレ―は自身のインスタグラムにおいて、エリック・ガーナーとマイケル・ブラウンの両事件への報復として警察官を殺害すると表明していた。容疑者は多くの前科を重ねていた。容疑者は地下鉄に逃走した後、自殺した。

#### 警察当局
エリック・ガーナーの事件を受けて、警察理事のウィリアム・ブラトンは広範囲にわたるニューヨーク市警の訓練、特に犯人を制圧する際の力加減についての検証を命令した。警察の労働組合、警察済生会を率いるパトリック・リンチは絞め技が使用されたという説に疑問を呈した。労働組合とパンタレオの弁護士は、パンタレオは禁止されていた絞め技は使用していなかったが、ガーナーが抵抗していたため市警仕込みの制圧術を使用したものであると主張した。
インディアナ州ミシャワカの警察官のジェイソン・バーセルが制作した、「呼吸は簡単: 法を破るな」とプリントし、オンラインで販売したシャツが批判を浴びた。サン・ノゼの熟練警察官フィリップ・ホワイトはツイッターに「もし私や私の家族を脅かすような真似をしたら、私は神に与えられた権利と義務を行使して、あなたを殺すことだろう。」と書き込み、論争を呼んだ。

#### 遺族
CNNのインタビューに答えて、ガーナーの娘エリカは、この事件の原因は差別主義ではなく、警官の功名心であると感じている、と語った。彼女は「やはり功を急いだのではないでしょうか。私の父は身長193センチ、体重は158キログラムです。彼はきっと父を倒すことで、勇敢なヒーローになりたかったのではないかと思います」と発言している。エリカは毎木曜日、スタテンアイランドで父を偲んで徹夜の「寝そべり」をしている。ガーナーの娘たちの1人、エメラルド・スニップスは、ガーナーの子供達のために基金を設立し、ガーナーが生前そうしていたように、クリスマス・プレゼントを配給し続けることを図った。ガーナーの娘エリカとエメラルド、妻エソー、継父ベン・カールは揃ってワシントンDCで行われた抗議デモ「万人のための正義」に参加している。
エソー・ガーナーはパンタレオの謝罪を受け入れたか否かを問われ、「後悔するなら、主人が『息ができない』と叫んでいた時にするべきだったわ」と答え、「絶対に受け入れられない。誠意が感じられないわ……だって彼は今も警官として働き、給料を受け取っているもの。主人は死んで私と子供達は路頭に迷っているというのに、彼は子供達と豊かに暮らしているのだもの。」と続けた。ガーナーの母、グウェン・カールは大陪審の決定に納得していないと表明した。

#### 政治家
ニューヨーク市長のビル・デブラシオはガーナーの死は「最悪の悲劇」であると語った。デブラシオは7月31日、警察と政治活動家を招待した円卓会議において相互理解と相互尊重を呼びかけた。8月1日、市長は声明を発し、全ての政党が協力して対話を促進し、10年に及ぶ相互不信の溝を埋め、警察と地域が手を取り合えるような土壌を作るべきだ、と訴えた。ニューヨーク州知事 アンドリュー・クオモはニューヨーク州には警察の蛮行を取り締まる特別の検察官が必要であると断じた。彼はCNNに対して、「我々は問題を抱えている。これを素直に認めねばならない。」と語った。
アメリカ合衆国司法長官 エリック・ハンプトン・ホルダー は、司法省はガーナーの事件に対する調査を「緊密に監視している」と語った。
合衆国大統領 バラク・オバマは、ガーナーの死と大陪審の決定について、演説の中で「これはアメリカ全体の問題だ」と言及した。また、ガーナーの死は市民と警察の信頼関係という「より大きな問題を提起している」とした。合衆国の元大統領 ジョージ・W・ブッシュは、インタビューに対して「判決は到底理解できない」とし、「大変遺憾である」とも語った。
一方、ニューヨーク州選出の連邦下院議員ピーター・T・キングは、もしガーナーが健康的な生活をしていれば、警官に首を絞められても死ぬことはなかっただろうと語った。「もし彼が喘息、心臓病、そして極度の肥満を患っていなければ、この事件で死亡することは絶対になかっただろう。」とした上で、「人種は関係ない」とし、「もしガーナーが160キロの白人だったとしても、同じような結果になっただろう」と結論付けた。

#### スポーツ選手
大陪審の決定を受けて、NFL選手のレジー・ブッシュ、ライアン・デービス、セシル・ショーツらジャクソンビル・ジャガーズやセントルイス・ラムズの選手、加えてNBA選手のレブロン・ジェームズ、コービー・ブライアント、カイリー・アービング、ケビン・ガーネット、デリック・ローズ、ジャレット・ジャック、デロン・ウィリアムスは、試合前のウォームアップ中に「息ができない(I can't breathe)」と記されたTシャツを着用したフェニックス・サンズの選手たちもこのTシャツを着用した。オバマ大統領と司法長官はTシャツを着用したジェームズの勇気に賛辞を送った。
ジョージタウン大学の男子バスケットボール部もこのTシャツを着用した。ノートルダムの女子バスケットチームも続いた。

## 大陪審以後の動向
2014年10月、ガーナーの遺族はニューヨーク市警と事件に関係した警察官に対して、7500万ドルの損害賠償を要求する不法死訴訟を提起する意思を表明した。市警らは500万ドルの支払いを条件に示談を提案したが、ガーナー未亡人はこれを拒否した。2015年7月13日、590万ドルで法廷外の示談が成立したことが発表された。
2014年12月3日、大陪審はパンタレオを不起訴処分にすることを決定したが、直後に連邦政府司法省は独自の調査を行う意向を表明した。2015年1月、連邦捜査局ニューヨーク出張所が事件とその後の経過について調査中であると発表された。
2019年8月、ニューヨーク市警内部の懲戒委員会が解雇が妥当との判断を下したことを受けて、市警はパンタレオを解雇した。パンタレオが市警で使用禁止となっていた絞め技のチョークホールドを使い、それがガーナーの死因となったことが解雇理由に挙げられている。

## 関連文献
- Carr, Gwen and Dave Smitherman. This stops today : Eric Garner's mother seeks justice after losing her son (Maryland : Rowman & Littlefield, 2018)
- Taibbi, Matt. I can't breathe : a killing on Bay Street (New York : Spiegel & Grau, 2017)